# Núcleo húmedo
Los núcleos húmedos son, en arquitectura y construcción de forma general, todas las dependencias de una vivienda o edificio cuyo uso normal implica la utilización de agua. En estos espacios son principales las instalaciones de fontanería y saneamiento.
- Datos: Q5851663

www.nucleohumedo.com